# Ceratitis ealensis
Ceratitis ealensis är en tvåvingeart som beskrevs av Meyer och Copeland 2005. Ceratitis ealensis ingår i släktet Ceratitis och familjen borrflugor.
Artens utbredningsområde är Kongo. Inga underarter finns listade i Catalogue of Life.